# 山川登美子

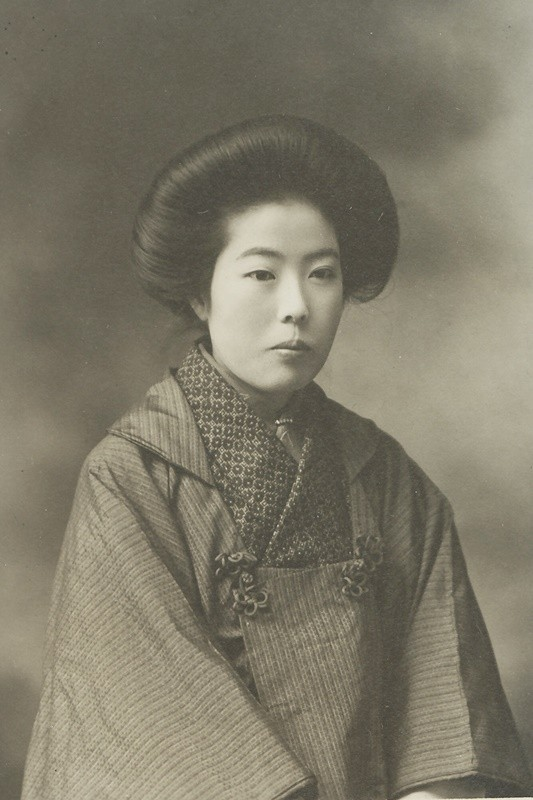

山川登美子（やまかわ とみこ、1879年（明治12年）7月19日 - 1909年（明治42年）4月15日）は、滋賀県遠敷郡竹原村（現福井県小浜市）出身の歌人。本名・とみ。弟は小説家の山川亮。

## 略歴
1879年（明治12年）7月19日、滋賀県遠敷郡竹原村（現福井県小浜市）に山川貞蔵、ゑいの4女として生まれる。生家は小浜藩の上級藩士の旧家筋であった。1895年（明治28年）、大阪のミッションスクール梅花女学校に入学、1897年（明治30年）同校を卒業。同年12月、『新声』に短歌を初めて投稿し入選する。
1900年（明治33年）4月、母校の研究生となり英語を専修。同年6月、与謝野鉄幹が創った東京新詩社『明星』の社友となり、8月には鉄幹と与謝野晶子（旧姓・鳳）に出会う。1901年（明治34年）4月、鉄幹を慕っていたが、親の勧めた縁組により一族の山川駐七郎と結婚するも、翌年死別。1903年（明治36年）1月、婚家を離縁し、生家に復籍。
1904年（明治37年）、日本女子大学英文科予備科に入学（1907年（明治40年）3月まで在学）。1905年（明治38年）、与謝野晶子・増田雅子（茅野雅子）と共著『恋衣』を刊行する。同年11月、急性腎臓炎のために入院し、それが原因で呼吸器疾患を患う。1909年（明治42年）4月15日、呼吸器疾患が原因で、生家で死去。満29歳。墓所は小浜市発心寺。戒名は登照院妙美大姉。

## 歌風
歌風は『新古今和歌集』の影響を強く受けているとされるが、自身の恋情などを歌の根底に置く特徴がある。また、自分の感情を直接表現するのではなく、自分の心を目に見える物に置き換えた後、その置き換えた物に思いを託し、象徴化して歌う特徴がある。

## 備考
- 与謝野鉄幹から「白百合」と称される[1]。なお、林瀧野は「白芙蓉」、与謝野晶子は「白萩」、増田雅子は「白梅」、玉野花子は「白菫」という愛称であった[1]。
- 死去を知った石川啄木は、ローマ字日記に「薄幸なる女詩人山川登美子女史は遂に死んだのか?!」と書き記した[5]。
- 出身校である梅花女学校（現：梅花女子大学）主催で「梅花・山川登美子短歌賞」が設けられている。
- 生前は合同歌集『恋衣』に参加したのみで個人歌集はなかったが、2011年に今野寿美により『山川登美子歌集』（岩波文庫）がまとめられた。

## 著書
- 『山川登美子全集 上巻 (本文篇)』坂本政親編 光彩社 1972
- 『山川登美子全集 下巻 (研究・資料篇)』坂本政親編 光彩社　1973
  - 『山川登美子全集』坂本政親編 文泉堂出版 1994
- 『山川登美子歌集』今野寿美編　岩波文庫、2011

## 関連書籍
- 田辺聖子『千すじの黒髪 我が愛の與謝野晶子』文藝春秋 1972 のち文春文庫 1975

主題は与謝野晶子だが、「登美子は晶子と同等か、もしくは一級上に据えても然るべき歌人と、私は愛さずにいられない」(単行本302頁)と書くように、登美子への言及も多い(全体で約60頁)。
- 津村節子『白百合の崖 山川登美子・歌と恋』新潮社 1983　のち文庫、講談社文芸文庫
- 竹西寛子『山川登美子 「明星」の歌人』講談社 1985
- 白崎昭一郎『山川登美子と明治歌壇』吉川弘文館 1996
- 直木孝次郎『山川登美子と与謝野晶子』塙書房 1996
- 今野寿美『わがふところにさくら来てちる 山川登美子と「明星」』五柳書院 1998
- 『図録山川登美子』「若狭を謳う」実行委員会　福井県立若狭図書学習センター　2000
- 『山川登美子私論 清部千鶴子小論集』短歌新聞社 2002
- 『山川登美子の世界 夭折の歌人』安田純生監修 山川登美子倶楽部「しろゆりの会」編 青磁社 2007
- 木村勲『鉄幹と文壇照魔鏡事件 山川登美子及び「明星」異史』国書刊行会 2016